# گسترده‌بال ژابیز
گسترده‌بال ژابیز (نام علمی: Sinthusa chandrana) نام یک گونه از سرده اخگریان است.